# Frank Campanella
Pour les articles homonymes, voir Campanella.
Frank Campanella est un acteur américain, né le 12 mars 1919 à New York (État de New York) et mort le 30 décembre 2006 à Los Angeles (Californie).

## Biographie
Après ses études d'art dramatique au Manhattan College de New York, dont il sort diplômé en 1940, Frank Campanella débute au théâtre et joue notamment à Broadway, depuis la pièce La Vie de Galilée de Bertolt Brecht (1947, avec Charles Laughton dans le rôle-titre et John Carradine) jusqu'à la comédie musicale Blanches colombes et vilains messieurs (1965, avec Alan King et Sheila MacRae).
Au cinéma, il contribue à trente-cinq films (majoritairement américains), le premier étant Marqué par la haine de Robert Wise (1956), où il tient un petit rôle non crédité ; le dernier sort en 2006. Entretemps, citons Les Feux du théâtre de Sidney Lumet (1958, avec Henry Fonda et Susan Strasberg), L'Intrus magnifique de George Seaton (1968, avec George Peppard et Mary Tyler Moore), Capone de Steve Carver (1975, avec Ben Gazzara et Harry Guardino) et Le ciel peut attendre de Warren Beatty et Buck Henry (1978, avec Warren Beatty et Julie Christie).
Également, il apparaît souvent dans des réalisations de Garry Marshall, dont Le Kid de la plage (1984, avec Matt Dillon et Richard Crenna) et Pretty Woman (1990, avec Richard Gere et Julia Roberts).
Pour la télévision américaine, Frank Campanella collabore à quatre-vingt-dix-huit séries entre 1949 et 1999, dont Naked City (quatre épisodes, 1958-1962), Mannix (quatre épisodes, 1967-1969), 200 dollars plus les frais (trois épisodes, 1975-1976) et Rick Hunter (deux épisodes, 1986-1989).
S'ajoutent huit téléfilms, le premier diffusé en 1964, le dernier en 1980.
Il est le frère de Joseph Campanella (1924-2018), également acteur.

## Théâtre à Broadway (intégrale)
(pièces, sauf mention contraire)
- 1947 : La Vie de Galilée (Galileo) de Bertolt Brecht, adaptation de Charles Laughton, musique de scène d'Hanns Eisler, mise en scène de Joseph Losey : le deuxième sénateur / un étudiant
- 1948 : Volpone de Ben Jonson : un membre de la cour
- 1951-1952 : Stalag 17 de Donald Bevan et Edmund Trzcinski, production et mise en scène de José Ferrer : Horney
- 1951-1952 : Remains to Be Seen d'Howard Lindsay et Russel Crouse, mise en scène de Bretaigne Windust : Tony Minetti
- 1956 : Sixth Finger in a Five Finger Glove de Scott Mitchell : Frank Castellano
- 1960 : The Deadly Game, adaptation par James Yaffe du roman La Panne (Die Panne) de Friedrich Dürrenmatt : Pierre
- 1962 : Nowhere to Go But Up, comédie musicale, musique de Sol Berkowitz, lyrics et livret de James Lipton, mise en scène de Sidney Lumet : Lupo
- 1963-1964 : Nobody Loves an Albatros de Ronald Alexander, mise en scène de Gene Saks : L. T. Whitman
- 1965 : Blanches colombes et vilains messieurs (Guys and Dolls), comédie musicale, musique et lyrics de Frank Loesser, livret d'Abe Burrows et Jo Swerling : Lieutenant Brannigan

## Filmographie partielle

### Cinéma
(films américains, sauf mention contraire)
- 1956 : Marqué par la haine (Somebody Up There Likes Me) de Robert Wise : un détective
- 1957 : Four Boys and a Gun de William Berke : détective
- 1958 : Les Feux du théâtre (Stage Struck) de Sidney Lumet : Victor
- 1961 : La Soif de la jeunesse (Parrish) de Delmer Daves : un contremaître
- 1962 : Vu du pont de Sidney Lumet (film franco-italien) : un docker
- 1965 : Les Yeux bandés (Blindold) de Philip Dunne : un policier
- 1968 : Les Producteurs (The Producers) de Mel Brooks : le barman
- 1968 : L'Intrus magnifique (What's So Bad About Feeling Good?) de George Seaton : Capitaine Wallace
- 1971 : The Gang That Couldn't Shoot Straight de James Goldstone : Water Buffalo
- 1971 : Satan, mon amour (The Mephisto Waltz) de Paul Wendkos : un détective
- 1973 : Le Cercle noir (The Stone Killer) de Michael Winner : Calabriese
- 1975 : Capone de Steve Carver : Big Jim Colosimo
- 1977 : Le Grand Frisson (High Anxiety) de Mel Brooks : le barman
- 1978 : Le ciel peut attendre (Heaven Can Wait) de Warren Beatty et Buck Henry : Conway
- 1982 : Docteurs in love (Young Doctors in Love) de Garry Marshall : le grand-père de Simon
- 1982 : Un justicier dans la ville 2 (Death Wish II) de Michael Winner : le juge Neil A. Lake
- 1984 : Le Kid de la plage (The Flamingo Kid) de Garry Marshall : Colonel Cal Eastland
- 1986 : Rien en commun (Nothing in Common) de Garry Marshall : Remo
- 1987 : Un couple à la mer (Overboard) de Garry Marshall : Capitaine Karl
- 1988 : Au fil de la vie (Beaches) de Garry Marshall : le portier
- 1989 : Blood Red de Peter Masterson
- 1990 : Dick Tracy de Warren Beatty : le juge Harper
- 1990 : Pretty Woman de Garry Marshall : « Pops », le barman
- 1991 : Frankie et Johnny (Frankie and Johnny) de Garry Marshall : un client âgé
- 1994 : Rendez-vous avec le destin (Love Affair) de Glenn Gordon Caron : l'employé d'ascenseur
- 1994 : Exit to Eden de Garry Marshall : le vieil homme en fauteuil roulant
- 1999 : L'Autre Sœur (The Other Sister) de Garry Marshall : William, invité au mariage
- 2004 : Fashion Maman (Raising Helen) de Garry Marshall : un proche des défunts

### Télévision

#### Séries
- 1958-1962 : Naked City
  - Saison 1, épisode 10 The Other Face of Goodness (1958 - le cameraman) de Stuart Rosenberg et épisode 22 Susquehanna 4-7568 (1958 - Sergent Viola) de William Beaudine
  - Saison 2, épisode 10 Bullets Cost Too Much (1961) : le lieutenant de police
  - Saison 4, épisode 3 Daughter Am I in My Father's House (1962) de David Lowell Rich : M. Capado
- 1961-1964 : Route 66
  - Saison 2, épisode 12 ...And the Cat Jumped Over the Moon (1961) d'Elliot Silverstein : le capitaine de police
  - Saison 3, épisode 5 Voice at the End of the Line (1962) de David Lowell Rich : Jack
  - Saison 4, épisode 23 I'm Here to Kill a King (1964) : M. Pierson
- 1961-1964 : Les Accusés (The Defenders)
  - Saison 1, épisode 8 The Accident (1961) de Buzz Kulik : l'officier Bennett
  - Saison 2, épisode 7 Madman, Part II (1962) de Stuart Rosenberg : l'officier Rigney
  - Saison 3, épisode 1 The Wheeping Baboon (1963 - un policier) de Stuart Rosenberg et épisode 31 The Sixth Alarm (1964 - le chef des pompiers) de Lamont Johnson
- 1967-1969 : Mannix
  - Saison 1, épisode 10 Sépulture pour un clown (Coffin for a Clown, 1967) d'Alexander Singer : Burt Loman
  - Saison 2, épisode 10 La Nuit hors du temps (Night Out of Time, 1968) de John Llewellyn Moxey et épisode 11 Vue sur le néant (A View of Nowhere, 1968) de John Llewellyn Moxey : Lieutenant Dave Angstrom
  - Saison 3, épisode 8 Une mémoire défaillante (Memory: Zero, 1969) : Lieutenant Dave Angstrom
- 1968 : Mission impossible (Mission: Impossible)
  - Saison 2, épisode 20 Le Faussaire (The Counterfeiter) de Lee H. Katzin : Eddie Burke
- 1968 : Les Mystères de l'Ouest (The Wild Wild West)
  - Saison 4, épisode 4 La Nuit de l'éternelle jeunesse (The Night of the Sedgewick Curse) de Marvin J. Chomsky : « Fingers », le masseur
- 1969 : Le Virginien (The Virginian)
  - Saison 8, épisode 12 Journey to Scathelock de Seymour Robbie : le shérif Quartermine
- 1969 : Auto-patrouille (Adam-12)
  - Saison 2, épisode 11 Log 142: As High as You Are de Robert Douglas : Ben Owen
- 1969-1973 : Sur la piste du crime (The F.B.I.)
  - Saison 5, épisode 16 Tug-of-War (1969) de Don Medford : Ned Raven
  - Saison 9, épisode 11 The Bought Jury (1973) d'Alexander Singer : Al Delgado
- 1970 : Les Règles du jeu (The Name of the Game)
  - Saison 2, épisode 19 Tarot de Nicholas Colasanto : le détective Stevens
- 1970 : The Bold Ones: The Senator
  - Saison unique, épisode 1 To Taste of Death But Once de Daryl Duke : un détective
- 1970 : The Bold Ones: The Lawyers
  - Saison 1, épisode 6 Trial of a Mafioso de Richard Benedict : Castelli
  - Saison 2, épisode 2 Panther in a Cage de Nicholas Colasanto : Dr Charles Rowland
- 1971 : The Bold Ones: The New Doctors
  - Saison 3, épisode 6 Glass Cage : Frank Kovacs
- 1973 : Toma
  - Saison unique, épisode 6 La Connexion Caïn (The Cain Connection) : Joe Delmore
- 1973 : Hec Ramsey
  - Saison 2, épisode 2 The Detroit Connection de Nicholas Colasanto : Gus
- 1974 : L'Homme de fer (Ironside)
  - Saison 7, épisodes 24 et 25 Une femme aux commandes, 1re et 2e parties (Amy Prentiss, Parts I & II) de Boris Sagal : Lieutenant Gibbons
- 1975 : Dossiers brûlants ('Kolchak: The Night Stalker)
  - Saison unique, épisode 20 La Sentinelle (The Sentry) de Seymour Robbie : Ted Chapman
- 1975 : Matt Helm
  - Saison unique, épisode 1 Les Trafiquants d'armes (Matt Helm, épisode pilote) de Buzz Kulik : Taylor
- 1975 : Kojak, première série
  - Saison 3, épisode 9 Territoire interdit (Over the Water) de Telly Savalas : Sammy
- 1975 : Section 4 (S.W.A.T.)
  - Saison 2, épisode 14 Silent Night, Deadly Night de Bruce Bilson : Joe DeLeon
- 1975-1976 : 200 dollars plus les frais (The Rockford Files)
  - Saison 1, épisode 21 Rocky règle ses comptes (The Four Pound Brick, 1975) : Morrie
  - Saison 2, épisode 9 Un ange pas très catholique (Chicken Little is a Little Chicken, 1976 - Marty Frichette) et épisode 18 Outrage à magistrat (In Hazard, 1976 - Marty Jordan)
- 1977-1978 : Police Story
  - Saison 4, épisode 19 One of Our Cops Is Crazy (1977) : Alex Pallentine
  - Saison 5, épisode 3 River of Promises (1978) de Lee H. Katzin : Janzko
- 1977-1982 : Quincy (Quincy, M.E.)
  - Saison 2, épisode 5 The Two Sides of Truth (1977) de Ron Satlof : Max Wilbur
  - Saison 3, épisode 19 Double Death (1978) de Robert Douglas : Carl
  - Saison 7, épisode 5 D.U.I (1981) : Tom / le conseiller du groupe
  - Saison 8, épisode 9 Across the Line (1982) : le président à l'audience de police
- 1978 : Switch
  - Saison 3, épisode 15 Blue Crusaders Reunion de Seymour Robbie : Anthony Barducci
- 1979 : Barnaby Jones
  - Saison 8, épisode 1 Man on Fire de Seymour Robbie : Gil Davis
- 1980 : La croisière s'amuse (The Love Boat)
  - Saison 3, épisode 25 Ah ! C'est la fête (Celebration/Captain Papa/Honeymoon Pressyre) de Richard Kinon : Louis Rourke
- 1983 : Le Juge et le Pilote (Handcastle and McCormick)
  - Saison 1, épisode 3 Sans intention de nuire (Man in a Glass House) : Nathaniel Reems
- 1984 : L'Homme qui tombe à pic (The Fall Guy)
  - Saison 3, épisode 20 Boom de Don Medford : Manyan
- 1986-1989 : Rick Hunter (Hunter)
  - Saison 2, épisode 15 Ferrailles (Scrap Metal, 1986) : Vinnie Brokaw
  - Saison 5, épisode 19 Menaces autour du ring (Ring of Honor, 1989) de Fred Dryer : Doc Bieler

#### Téléfilms
- 1970 : The Movie Murderer de Boris Sagal : Arson Lieutentant
- 1973 : Murdock's Gang de Charles S. Dubin : Barney Pirelli
- 1975 : The Turning Point of Jim Malloy de Frank D. Gilroy : Lintzie
- 1977 : Corey: For the People de Buzz Kulik : le juge Taylor
- 1979 : Nero Wolfe (en) de Frank D. Gilroy : Fred Durkin
- 1980 : Le Retour de Will Kane ou Terreur à Hadleyville (High Noon, Part II: The Return of Will Kane) de Jerry Jameson : Dr Losey
- 1980 : Un ange sur le dos (Angel On My Shoulder) de John Berry : Gino Ciannelli